# 拉贝瑟雷特
拉贝瑟雷特（法語：Labesserette）是法国康塔尔省的一个市镇，位于该省西南部，属于歐里亞克區。该市镇总面积13.64平方公里，2009年时的人口为293人。

## 人口
拉贝瑟雷特人口变化图示
| 数据来源：INSEE |